# Strenar
Strenar je priimek več znanih Slovencev:
- Maks Strenar (1901—1968), arhitekt in oblikovalec